# Escuela de Agricultura y Sacarotecnia (UNT)
La Escuela de Agricultura y Sacarotecnia (E.A.S.) es una escuela de educación técnico-mixta orientada a la agricultura y la agroindustria. Junto con otras seis instituciones, es una de las escuelas preuniversitarias pertenecientes a la Universidad Nacional de Tucumán (U.N.T.).
Fundada el 28 de septiembre de 1870 mediante la sanción de la Ley 432, decretada por el entonces presidente Domingo Faustino Sarmiento como Departamento de Agronomía dependiente del Colegio Nacional de Tucumán, es una de las instituciones educativas agropecuarias más antiguas, exigentes y de mayor arraigo de la Argentina.
Si bien se caracteriza por preparar a sus alumnos para la vida laboral –debido a su formación de técnicos para el desarrollo agrícola, el uso racional del campo y el desarrollo idóneo de las grandes plantas industriales, conforme los avances científicos y tecnológicos–, la E.A.S. va más allá del sistema académico; el Sistema de Padrinaje y organismos democrático-representativos, como el Centro de Estudiantes (C.E.E.A.S.), la Junta de Delegados o el Consejo Asesor Interno, permiten a sus alumnos adquirir habilidades de organización, convivencia y una amplia visión humano-democrática. De la E.A.S. surgieron populares tradiciones, las cuales luego se expandieron a las demás instituciones secundarias de la provincia, tales como: campamentos (1935), giras de estudio (1930), semana estudiantil (1956), etc.
La E.A.S. se rige por la Ley de Educación Técnico Profesional Nº 26.058. El plan de estudios consta de dos ciclos: Ciclo de Orientación (1.º, 2.º y 3.º año) y el Ciclo de Especialización (4.º, 5.º, 6.º y 7.º año). Los alumnos completan aquí los 14 años de educación obligatoria y se reciben, según la especialización elegida, de Técnicos en Producción Agropecuaria o Técnicos en Química Agroindustrial.

## Historia

### Períodos

#### 1870 a 1900
En el año 1870, el entonces presidente de la Nación, el general Domingo Faustino Sarmiento, sancionó la Ley N.º 432, que decretaba la creación de un Departamento de Agronomía dependiente de los Colegios Nacionales de Tucumán, Salta y Mendoza. En esta última provincia, años más tarde, se daría lugar al Liceo Agrícola y Enológico, dependiente de la Universidad Nacional de Cuyo (UNCuyo) y que lleva por nombre a su creador, <<Domingo Faustino Sarmiento>>.
En el año 1871, la Honorable Legislatura de Tucumán donó a la Nación un terreno de 22 cuadras al oeste de San Miguel Tucumán para la instalación de la Escuela y su posterior funcionamiento. Ese mismo año, el entonces Ministro de Justicia e Instrucción Pública de Argentina, el Dr. Nicolás Avellaneda ofreció al naturalista alemán Dr. Friedrich Schickendantz como director de la institución, cargo que ejerció hasta el año 1872.
En el año 1876, el terreno –que actualmente funciona como el campus de la U.N.T., la Quinta Agronómica–, pasó a disposición del Gobierno de la Municipalidad de San Miguel de Tucumán por un período de 20 años.

#### 1900 a 1950
En 1903, el Diputado Nacional por Tucumán, el Sr. Federico Helguera Molina, presentó a la Cámara de Diputados de la Nación un proyecto de ley para la creación de una Escuela Elemental de Agricultura, sobre la base de la Quinta Agronómica.
Finalmente, y por decreto del 3 de marzo de 1905, se crea la Escuela de Agricultura y Forestal, que otorgaba el título de Perito Agrícola y Forestal, pero su plan de estudios estaba desconectado del medio y de la realidad provincial.
En el año 1907, el Decreto Nacional del 21 de marzo determina el cambio de nombre de la institución y pasa a denominarse Escuela de Arboricultura y Sacarotecnia y otorgaba el título de Perito Arboricultor y Sacarotécnico. Estaba ubicada en el viejo solar de las calles Moreno y Gral. Paz, donde actualmente funciona la Escuela Provincial Bernardo de Monteagudo.
En el año 1910, el Diputado Nacional por Tucumán, el Dr. Julio López Mañán, presentó un proyecto de ley para crear un ingenio modelo en la Escuela, para la formación de un personal técnico apto para la industria azucarera (ingenieros, técnicos y capataces), con la idea de evitar el peregrinaje permanente de profesores y alumnos por los ingenios. Esta escuela, tenía por objetivo impulsar el desarrollo científico tanto agropecuario como industrial, enfocado en las características de los suelos, la mejora de los cultivos cañeros y los procesos de fabricación del azúcar.
En el año 1911, la Escuela fue trasladada al histórico edificio en calle Las Heras (hoy calle San Martín). Este local había sido construido para funcionar como un hotel de inmigrantes; posteriormente, allí funcionó el Cuartel del Regimiento 18 de Infantería y hoy funciona el Museo de la Universidad Nacional de Tucumán (MUNT). Para ese entonces, la institución había cambiado de nombre y pasado a llamarse Escuela Nacional de Agricultura.
Durante el año 1915, en el ingenio modelo de la Escuela, se realiza la primera molienda con maquinaria de origen meramente alemán. El ingenio, ubicado en las actuales Avenida Gral. Roca y Pellegrini, solo funcionó tres veces, abandonándose en 1930.
En el año 1929, el día 8 de octubre, la Escuela deja de depender del Ministerio de Agricultura de la Nación para incorporarse por Decreto del Poder Ejecutivo Nacional, a la Universidad Nacional de Tucumán. La Escuela pasa a llamar Escuela de Agricultura y Sacarotecnia, nombre que conserva en la actualidad. La incorporación de la E.A.S. a la Universidad Nacional de Tucumán significó el principio de un hecho histórico; pues es así como la Escuela pasaba a convertirse en la primera escuela agrotécnica dependiente de una Universidad Nacional. 
A partir del año 1931, se proyectaron modificaciones en su Plan de Estudios, creándose un Bachillerato Agrícola de cinco años de duración, de los cuales dos eran de especialización. El plan entró en vigencia en 1932.
En el año 1940, luego de tres moliendas entre los años 1915 y 1930, el ingenio modelo de la Escuela fue vendido por resolución rectoral.
Durante el año 1945, en plena Segunda Guerra Mundial, la Escuela comenzó a ensayar la transmutación de madera, constituyendo uno de los avances tecnológicos más importantes de la época. El entonces director de la E.A.S., el Ing. Luis A. Santillán, le encargó a un docente de la institución, el Ing. Alfonso Conceicao de la Cruz, que investigue todo lo referente a este sistema para su pronta implementación en la E.A.S. y en el país. La E.A.S. fue la única institución estudiantil en el mundo que colaboró de forma directa durante la Segunda Guerra Mundial, enviando maderas transmutadas a las tropas estadounidenses, en el marco de los acuerdos del entonces vicepresidente de Argentina, el Gral. Juan Domingo Perón, para con ciertos países participantes en la Guerra, tales como Estados Unidos.
En 1946, ya con la admisión de alumnos medios internos y externos, aumenta considerablemente la población estudiantil.
En 1949, el entonces rector de la U.N.T., el Dr. Horacio Descole, designó como director al Pto. Scrtéc. Atilio Andina Prats, quien inició gestiones para la creación de una Escuela de Sacarotecnia. Formó una comisión que elaboró un Plan de Estudio para cada escuela (una de Agricultura y otra de Sacarotecnia). La primera dependería de la Facultad de Agronomía y Zootecnia; la segunda, de la Facultad de Bioquímica, Química y Farmacia.

#### 1950 a 2000
En 1955 se fusionaron ambos planes de estudio en un Ciclo Básico Común de tres años de duración y un Ciclo Técnico también de tres años, separándose las orientaciones de Agricultura y Sacarotecnia.
A finales del año 1988, la Escuela de Agricultura y Sacarotecnia se vería envuelta en un hecho escandaloso pero histórico: bajo el manto del Estatuto de la Universidad Nacional de Tucumán, un grupo de madres con hijas aspirantes al ingreso a la institución, se ampararon bajo este, alegando que <<en ningún artículo de la Carta Magna Universitaria, se prohíbe el ingreso a determinado grupo social>>. El rechazo de parte del alumnado de la E.A.S. fue inmediato, sumado a la posición que tomaban los medios del momento y, por ende, la población tucumana. En el año 1989, bajo la dirección del Ing. Raúl Alberto Dip, por primera vez después de casi 120 años, el alumnado pasa a ser mixto, abriendo las puertas a toda aquella persona que desee cursar el cursillo y rendir los posteriores exámenes. Fue así como en el año 1990, la primera camada de mujeres ingresó a la E.A.S.
Históricamente, a las mujeres se les había negado la educación y para ese entonces, la educación técnica no sólo no era la excepción sino que además, era mucho más hostil para estas. Todo esto se debía a una serie de hechos de carácter patriarcal, entre los que se destacan los estereotipos de género a la hora de dividir las actividades entre lo que debían o no debían de hacer hombres y mujeres. La E.A.S. fue la primera institución secundaria de Argentina en admitir el ingreso a las mujeres, por lo que esto causó un <<efecto dominó>> en las demás instituciones preuniversitarias de todo el país; en Tucumán, la conversión en la E.A.S. fue uno de los pilares fundamentales así lograr que en el año 1993, el Instituto Técnico –también perteneciente a la U.N.T.– abra sus puertas a las mujeres. Por otro lado, el Colegio Nacional de Monserrat –dependiente de la Universdidad Nacional de Córdoba–, en el año 1997, luego de más de 300 años desde su creación, abría sus puertas a las mujeres, siendo uno de los argumentos fundamentales el cómo la E.A.S., otra institución preuniversitaria, <<transitó de una escuela colmada de varones a una institución justa y democrática>>. Más adelante, pero en menor medida, este hecho –junto con el del Instituto Técnico y demás–, fue de los pilares a la hora del debate por una Escuela Sarmiento y un Gymnasium mixtos.
En el año 1991, la E.A.S. es trasladada a Horco Molle, localidad de Yerba Buena. El edificio central, obra del Arq. Jorge de Lassaletta, se inauguró durante el rectorado del Dr. Rodolfo Martín Campero. Desde entonces, está ubicada en el pedemonte tucumano con el objetivo de enmarcarse en la premisa básica de conservar ambientes y suelos, por lo que las prácticas manuales en la E.A.S. para el desarrollo hortícola, revisten especial importancia.

## Proyecto E.M.E.T.A.

### Períodos

#### 1980 a la década de los 2000
En 1978, bajo la dirección del Ing. Raúl Alberto Dip, se propusieron modificaciones en los planes de estudio vigentes. En 1980 entró en vigencia el Plan de Estudios, dividido en tres ciclos cada uno de ellos de dos años de duración, siendo el primero y segundo comunes para ambas carreras, y el último, quinto y sexto año de especialización para cada modalidad. Los títulos otorgados eran Técnico Agrónomo y Técnico Químico Industrial y Sacarotécnico.
En 1982, con un préstamo otorgado por el Banco Interamericano de Desarrollo, la escuela ingresó en el Proyecto E.M.E.T.A. (Expansión y Mejoramiento de la Educación Técnica Agrícopecuaria), lográndose en 1987 el financiamiento necesario para la construcción del edificio definitivo en la Ciudad Universitaria de Horco Molle, en Yerba Buena, provincia de Tucumán. El edificio fue inaugurado por el rector Rodolfo Martín Campero en 1991, en un predio de 174 hectáreas cedidas por la Universidad Nacional de Tucumán.
En el marco de su proyecto educativo se realizaron transformaciones importantes: en 1988 el alumnado pasó a ser mixto y en 1991 se trasladó a su actual emplazamiento. Su nuevo plan de estudios tiene dos ciclos: Ciclo de Orientación (1.º, 2.º y 3.º año) y Ciclo de Especialización (4.º, 5.º y 6.º año) otorgando los títulos de Técnico Agropecuario y Técnico Químico Agroindustrial según la orientación elegida.

#### Década de los 2000 en adelante
A partir del año 2008 bajo la dirección del Ing. Edgardo Omar Grasso, la escuela ingresó al Proyecto Alfredo Hirsch para la Educación Agropecuaria, financiada por la Fundación Bunge y Born. De 53 establecimientos de orientación técnico agropecuario se preseleccionaron 12, de los que se seleccionaron 6 entre los que se encuentra la Escuela de Agricultura y Sacarotecnia.
En marzo de 2009 la institución fue auditada y obtuvo la certificación Internacional de Calidad Educativa bajo Normas ISO 9001: 2008, otorgado por el ente auditor DNV (Det Norske Veritas) con sede en Oslo, Noruega, posicionando a la Escuela de Agricultura y Sacarotecnia como la primera institución educativa de todo el país y la segunda en gestión Universitaria de toda Latinoamérica en alcanzar este logro. La Escuela cuenta con el Manual de Sistema de Gestión de la Calidad Educativa basada en procesos. Esta certificación de calidad es temporaria ya que se renueva cada 3 años lo que implica que la institución es auditada en forma continua. La primera recertificación se realizó en mayo de 2010 y la segunda recertificación en mayo de 2011. La implementación de este sistema constituye sin duda un nuevo reto institucional en busca de la excelencia académica.

### Ciclo de orientación y Ciclo de especialización
En el año 2009, se realizaron los cambios necesarios para adaptar el Proyecto Curricular de la E.A.S. a la Ley de Educación Técnico Profesional Nº 26.058 (Decreto CF 144- Res. N.º 047-015) incorporando un 7º año obligatorio. En el año 2015 egresaría la primera promoción de Técnicos en las dos especialidades, luego de haber cumplido con los 14 años de educación obligatoria. El Plan de Estudios está estructurado en dos ciclos:
- Orientación' (1º, 2º y 3º año)
- Especialización (4º, 5º, 6º y 7º año)

#### Ciclo de orientación
El Ciclo de Orientación -también conocido como ciclo básico-, es común para ambas modalidades y tiene un fuerte contenido de materias básicas de formación humanística, como así también, proyectos relacionados con la actividad agropecuaria y agroindustrial a fin de orientar al alumno en la elección de la especialización.

#### Ciclo de especialización
El Ciclo de Especialización -también conocido como ciclo superior- se caracteriza por el predominio del Plan Didáctico Productivo en la especialidad elegida: Tecnicatura en Química Agroindustrial y Tecnicatura en Producción Agropecuario. Se estructura de manera modular.
La propuesta curricular incluye las pasantías obligatorias finalizando el último año en instituciones agropecuarias, agroindustriales, institutos de investigación, organismos estatales y privados del medio, etc. También, incluye durante los primeros tres años de este ciclo la realización de Trabajos Escritos Integradores (T.E.I.) que al finalizar el ciclo lectivo deberán ser defendidos oralmente delante un tribunal de profesionales. A la vez, incluye la realización de una Tesis Final defendida en un coloquio.
Cada orientación tiene que ahondar en distintas áreas a la hora de realizar los T.E.I., como así:
- Tecnicatura en Química Agroindustrial'

1. 4.º año: Procesos Industriales I: Industria Frutihortícola; Procesos Industriales I: Industria Láctea; Laboratorio Químico-Analítico y Microbiológico (conformado por: Química Analítica y Microbiología Industrial y Bromatología).
2. 5.º año: Procesos Industriales II: Industria Azucarera; Procesos Industriales II: Industria Cárnica; Procesos Industriales II: Industria Fermentativa.
3. 6.º año: Procesos Industriales III: Industria Cítrica; Procesos Industriales III: Industria Gránica.

- Tecnicatura en Producción Agropecuaria

1. 4.º año: Caña de Azúcar; Floricultura; Fruticultura; Granos; Horticultura; Silvicultura.
2. 5.º año: Apicultura; Avicultura; Cunicultura; Lechería; Inverne; Porcinocultura.
3. 6.º año: Gestión de la Empresa Agropecuaria.
4. 7.°año: Tesis final a elección del alumno.

## Alumnos ilustres
- José Domato: se recibió de perito agrónomo y fue un extrovertido político argentino, llegando a ser gobernador de la provincia de Tucumán entre 1987 y 1991. También recordado por ser el gobernador que se quedaba con las donaciones hasta épocas de campaña, para dizque regalarlas en su nombre. Cuando lo destituyeron, se encontraron muchos galpones con mercadería vencida y fue un escándalo. También nos empernó con el bono tucumano, un papel de baño pintado que servía como moneda para hacer trueques. Fue acusado por la desnutrición y el mal manejo de la provincia, pero como todo, quedó en la nada y los amiguis lo absolvieron. Después se avivó y le hizo un contrajuicio al estado, que tenía que pagarle por "difamarlo"
- Alejandro Romay: fue un notable locutor y empresario teatral y de medios de comunicación de Argentina. Se recibió de perito sacarotécnico en el año 1943.
- Elías Ramón de la Sota: fue un botánico, pteridólogo, y paleontólogo. Fue autor de numerosos libros de botánica y premiado múltiples veces por su excelencia en las áreas en las que se destacaba.
- Cristina Pérez: reconocida periodista, que pasó por numerosos medios de comunicación nacionales. Actualmente conductora de Telefe Noticias.

## La Escuela de Agricultura y Sacarotecnia durante la última dictadura cívico-militar (1976-1983)
Durante la última dictadura cívico-militar, la E.A.S. fue tomada como una amenaza por el gobierno militar (comandado en Tucumán por el genocida general Antonio Domingo Bussi) debido a la postura subversiva de alumnos y profesores, y su carácter democrático.
Durante esta época, al igual que la Universidad Nacional de Tucumán, la institución fue intervenida y los órganos representativos, como el C.E.E.A.S., intentaron ser censurados y/o prohibidos. Para ese entonces, las fuerzas militares llevaban ya un tiempo operando -debido al Operativo Independencia-, por lo que reconocían quiénes eran los estudiantes y profesores <<subversivos>>.

### Alumnos detenidos-desaparecidos
Durante esta época, varios alumnos fueron apresados, secuestrados, torturados y desaparecidos. Muchos de ellos participaban activamente del C.E.E.A.S., mostrando resistencia contra las fuerzas represoras, razón suficiente para su posterior desaparición.
El régimen militar, había intentado destruir al C.E.E.A.S., aunque sin mucho éxito. Es por esto que el C.E.E.A.S. siguió operando, siendo una de las pocas organizaciones secundarias que siguió de pie durante esta época.

## Centro de Estudiantes de la Escuela de Agricultura y Sacarotecnia (C.E.E.A.S.)
El Centro de Estudiantes de la Escuela de Agricultura y Sacarotecnia (C.E.E.A.S.) es una organización política apartidaría fundada en el año 1919 en representación de los estudiantes de la E.A.S. (representación gremial) y está compuesto únicamente por alumnos y alumnas de la misma.
Sitio web oficial del CEEAS
El C.E.E.A.S. tiene la particularidad de ser el centro de estudiantes secundario más antiguo del país y, a la vez, ser una de las más viejas organizaciones estudiantiles a nivel general.
Actualmente, el C.E.E.A.S. se encuentra a cargo de Marcos Masmúd (presidente) y Facundo Rodríguez (vicepresidente).

### Objetivos
El C.E.E.A.S., al ser el órgano representativo de los estudiantes, debe de defender sus derechos como tales, representarlos ante los directivos, atender los problemas que aquejan a ciertos sectores de la Escuela, realizar actividades académicas, sociales y culturales, u otras que contribuyan a la integración tanto en el establecimiento como con la comunidad.
Posee un estatuto donde están establecidos todos los fines, deberes y derechos del alumnado, la administración, las funciones de las autoridades, los sistemas de elección y la organización de las asambleas.

### Comisión directiva
En el C.E.E.A.S. la máxima autoridad es el presidente, seguido por el vicepresidente. Junto a estos cargos se encuentran el Secretario General y el Secretario del Tesoro y Asuntos Financieros, componiendo los cuatro la Cúpula Presidencial.
Las secretarías con las que cuenta el C.E.E.A.S. son: 
- Secretaría de Actas, Legal y Técnica
- Secretaría de Relaciones y Asuntos Internos
- Secretaría de Relaciones y Asuntos Externos,
- Secretaría de Padrinaje y Seguimiento Académico
- Secretaría de Desarrollo Cultural
- Secretaría de Deportes y Bienestar
- Secretaría de Medioambiente y Mantenimiento
- Secretaría de Prensa, Difusión y Propaganda
- Secretaría de Trabajo y Logística

### Junta de representantes
La Junta de Representantes, conocida simplemente como Comisión de Delegados, es un órgano soporte del C.E.E.A.S. Allí participan 2 delegados -1 titular y 1 suplente- de cada curso y es en ese ámbito donde se discuten medidas relacionadas con los cursos entre sí. Esta comisión se reúne, por lo general, semanalmente.
Las reuniones, presididas por el presidente del C.E.E.A.S., se utilizan para que cada delegado comunique respecto la situación de su curso -desde molestias, hasta problemas e inconvenientes-. El C.E.E.A.S. debe de dar una pronta respuesta y solución ante cierto inconveniente. Como cada delegado es representante de su curso, este de debe informar las decisiones tomadas en la reunión respecto cualquier información que la comisión directiva desee transmitir, defender los intereses del curso presentar sus problemas, etc.

### Elecciones

#### Elecciones internas
Como en la E.A.S. la forma que rige a la hora de elegir a sus representantes en el C.E.E.A.S. es mediante el Sistema de Lista Completa, antes de ir a elección general se debe acudir a la elección interna de la lista, en donde se puede postular cualquier estudiante siempre y cuando esté afiliado a esta.
Una vez la lista quede conformada, está habilitada para presentarse a las elecciones generales.

#### Elecciones generales
Éstas se llevan a cabo entre 2 o más listas postuladas para la conducción del C.E.E.A.S. Sus miembros se eligen mediante elecciones democráticas, con campaña electoral y debate incluido. Éstas deben ser secretas, limpias y libres.
El proceso está regulado por una junta electoral cuyos miembros son elegidos por la Junta Electoral de la Escuela de Agricultura y Sacarotecnia, y que está conformada por 1 docente o 1 no docente, 1 apoderado de cada lista y 1 presidente de mesa de cada lista.
Las listas actuales más conocidas son Lista 22, Lista Azul , Lista Horco Molle, Lista Agricultura, Lista JPE (Juntos Por La Eas) y la Lista Somos. Esta última ganó las elecciones a finales del 2019.

## Giras de estudio
La primera gira de estudio que se realizó en la E.A.S. fue durante el año 1930, siendo la Escuela pionera de esta actividad, ya que luego fue tomada por otras instituciones como el Gymnasium Universitario y la Escuela y Liceo Vocacional Sarmiento.
Durante las primeras giras, la Cámara de Diputados y Senadores de la Honorable Legislatura de Tucumán sancionaba leyes en carácter de urgente subsidiando a la Escuela con considerables préstamos dinerarios para que las giras pudiesen llevarse a cabo. Más adelante, éstas eran autogestionadas por los alumnos, que durante el tiempo posterior a ésta realizaban distintas actividades para recaudar fondos y acudir a la gira.
Si bien antes se extendían hasta más años, hoy por hoy solo se realizan de 1º a 3º año, durante cada ciclo lectivo.

#### Ciclo básico
Cabe destacar que no todos los años se visitan los mismos lugares o sino, el número de lugares a visitar puede variar tanto para mayor como para menor. Todo depende del plan de viaje que hayan acordado previamente los alumnos y la empresa que los agasajará.

##### 1.erAño
Durante la primera gira de estudio se visitan las provincias vecinas de Salta y Jujuy. Es el primer acercamiento que tienen los alumnos con ''otro tipo de naturaleza'' y es una gran herramienta pedagógica para la unión y fortaleza de amistad entre cada estudiante.

###### Provincia de Salta
En Salta, se visitan lugares tales como el Tren a las Nubes, el parque nacional Los Cardones, el Museo de Arqueología Provincial, la Catedral de Salta, Museo Histórico del Norte, etc.

###### Provincia de Jujuy
En Jujuy, se visitan lugares tales como el Cerro de los 7 Colores, La Quiaca, Purmamarca, Tilcara, San Salvador de Jujuy, etc.

##### 2.º Año
Esta gira tiene como objetivo, entre otras cosas, el conocer las metrópolis argentinas; o séase, los alumnos que acuden a esta gira tienen la oportunidad de conocer decenas de lugares, tanto en la Ciudad Autónoma de Buenos Aires como en la Provincia.

###### Provincia de Buenos Aires
En la provincia de Buenos Aires, se visitan lugares tales como el Parque de la Costa, el Museo de Ciencias Naturales de La Plata, Catedral de la Inmaculada Concepción, Plaza Moreno, Obelisco, Tecnópolis, Temaikèn, etc.

###### Ciudad Autónoma de Buenos Aires
En la CABA, se visitan lugares tales como el Obelisco, el Teatro Colón, La Boca, Caballito, Casa Rosada, la Bombonera, el Cementerio de la Recoleta, Plaza de Mayo, la Catedral Metropolitana, el Cabildo, el Puente de la Mujer, el Congreso Nacional, el Senado Nacional, Puerto Madero, etc.

##### 3.erAño
La tercera y última gira de estudio tiene lugar en la provincia de Misiones, Brasil y Paraguay, siendo la única gira de carácter internacional. A su vez, es la gira más larga con una duración aproximada de 10 a 12 días.

###### Provincia de Misiones
En la provincia de Misiones, se visitan lugares tales como: las Minas de Wanda, las Cataratas del Iguazú, Oberá, San Ignacio, el Bar de Hielo, fábrica de yerba mate, etc.

###### Brasil
En Brasil, se visitan lugares tales como: las Cascadas del Iguazú, el Duty Free Shop, el Templo Budista Chen Tien, diversos zoológicos, fábrica de azúcar, etc. 

###### Paraguay
Durante todo el transcurso se visitan lugares tales como: la Represa de Yacyretá, Asunción, Panteón Nacional, Museo de la Casa de la Independencia, Jardín botánico, etc.

##### Ciclo superior
Si bien durante este ciclo -que va desde 4º a 7º año- ya no se llevan a cabo giras de estudio propiamente dichas, son muy concurrentes las visitas a lugares como: ingenios, fábricas, tambos y demás lugares de trabajo. Los alumnos -que ya están en camino directo para realizarse como técnicos en química agroindustrial o técnicos en producción agropecuaria- se ven muy beneficiados con estas visitas, ya que blanquea el panorama para su posterior salida laboral, el cual es uno de los principios básicos por los que aboga la institución.

## Representatividad

### Logo
El logo de la Escuela, diseñado y creado en 1980 por un alumno de la institución es uno de los emblemas más importantes que tiene la E.A.S.

#### Historia
Durante el año 1980, la institución había llamado a concurso a todos los estudiantes de la Escuela para presentar su prototipo del que semanas más tarde pasaría a ser el logo de la escuela. Después de una ardua elección, finalmente la Escuela de Agricultura y Sacarotecnia iba a renovar su logo.

#### Significado
En el logo se puede ver como Atlas sostiene la palabra EAS toda quebrantada. Atlas, aquí, representa a toda la comunidad de la Escuela, especialmente los alumnos; mientras que EAS representa a la institución, y las grietas de ésta representan a todos los problemas y adversidades por lo que pasó, pasa y pasarán en la Escuela.
Entonces, el logo representa sobre cómo a pesar de todas las dificultades por los que la institución debe de pasar, los alumnos son quienes logran que ésta no toque fondo definitivamente, siendo el pilar fundamental para su eterno funcionamiento.

## Biblioteca Ing. Alfredo Brú
La Biblioteca ''Ing. Alfredo Brú'' de la E.A.S. el carácter de biblioteca escolar por lo tanto es consultada por alumnos, docentes, no docentes y egresados de la Institución.
El préstamo interbibliotecario se realiza a solicitud de otra Biblioteca oficial, su plazo de devolución será preconvenido en cada oportunidad. Su gestión y autorización se realizará a través de la dirección de la E.A.S.
Actualmente, la Biblioteca se encuentra a cargo de la Prof. María Elena Martínez.

## Galería de fotos de la escuela y su paisaje
La escuela se caracteriza por presentar un destacado espacio verde y una amplia cantidad de lugares. A continuación unas fotografías, facilitadas por los alumnos:

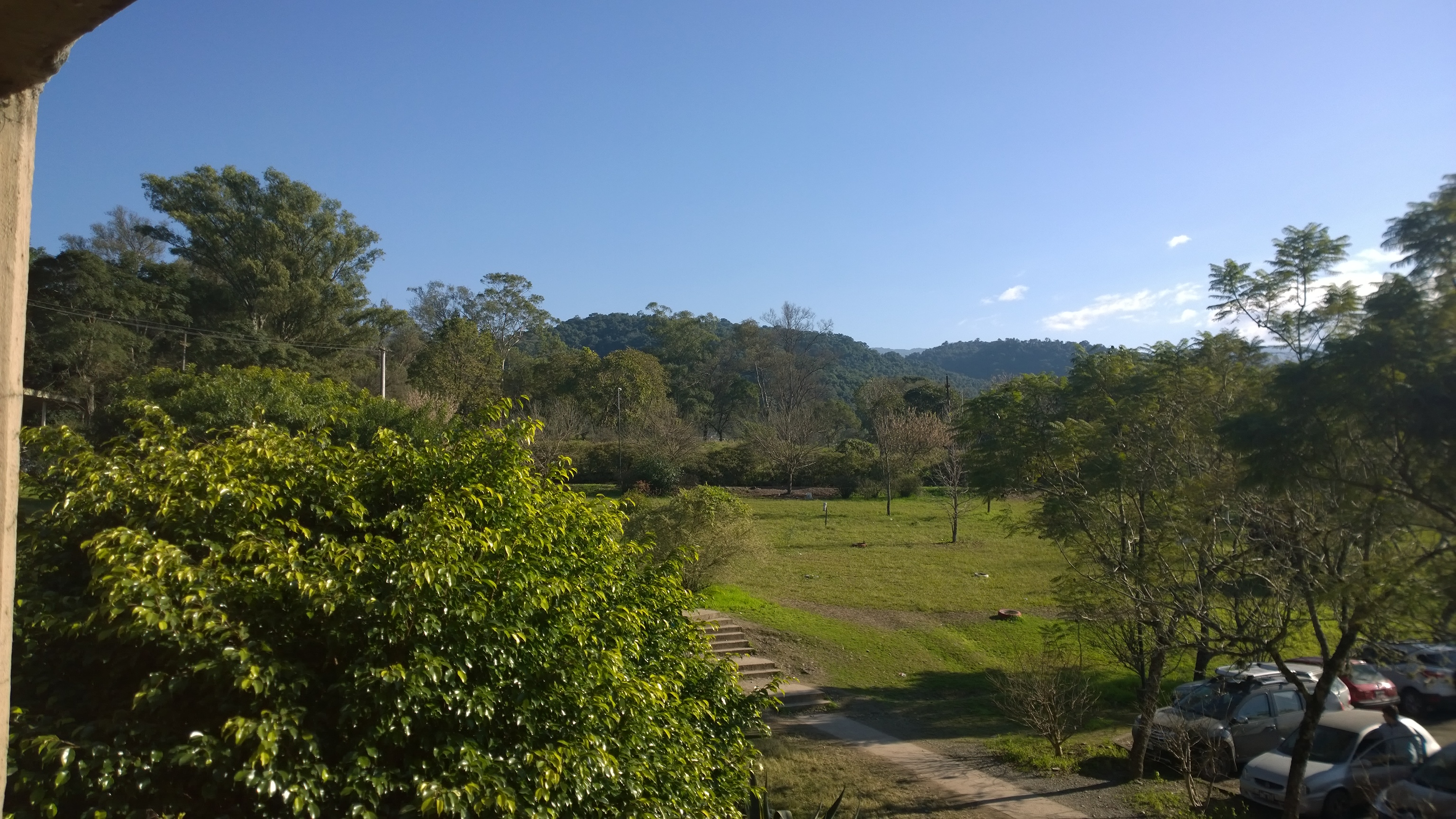
Una fotografía tomada desde el aula de 3ero A, en una cálida siesta cotidiana para los alumnos

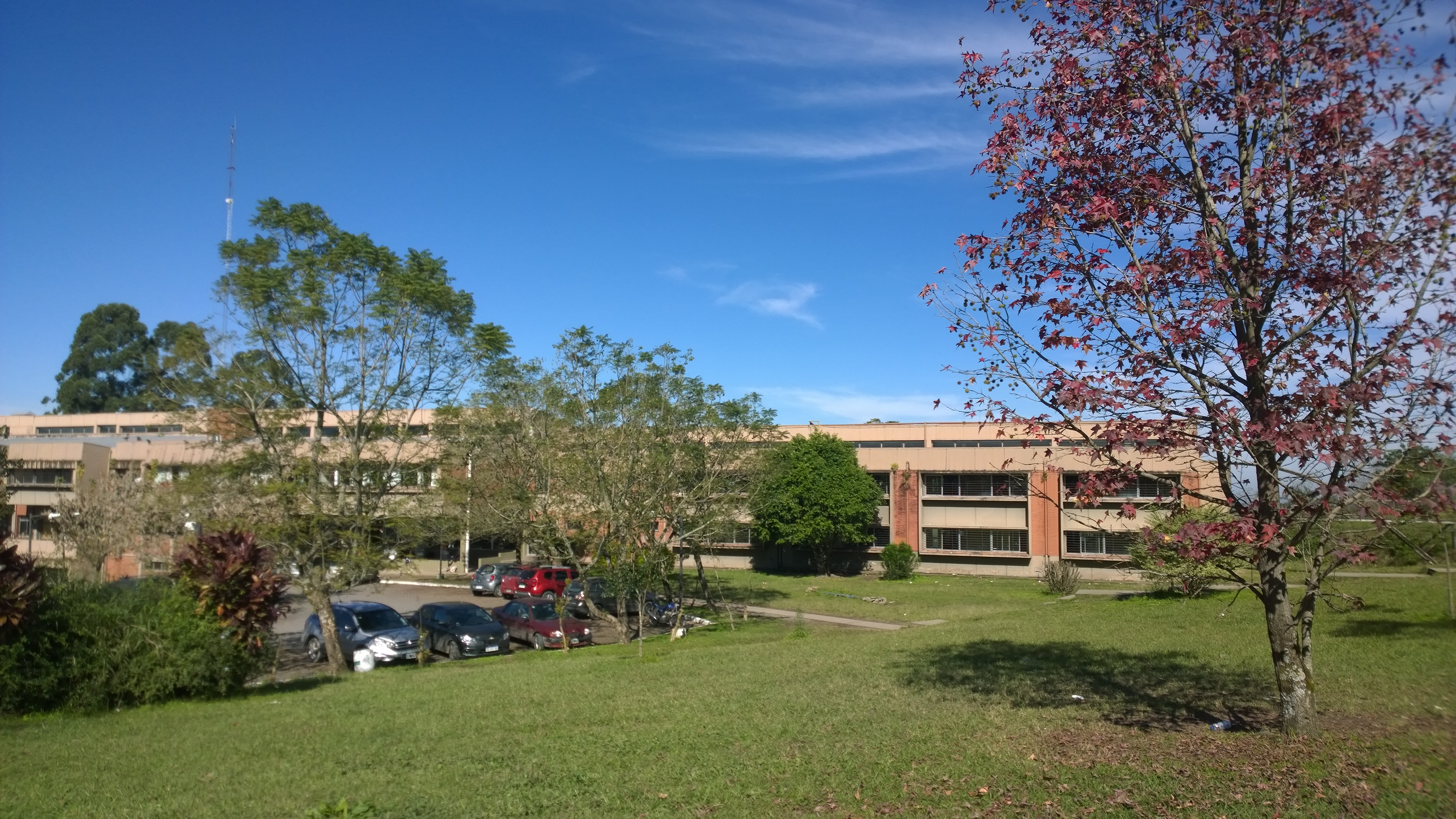
Fotografía tomada desde un lugar llamado "La lomita", en donde podemos observar el edificio escolar